# Монгар
Монгар (дзонґ-ке མོང་སྒར) — місто в Бутані, адміністративний центр дзонгхага Монгар.
Населення міста становить 3502 осіб (перепис 2005 р.), а за оцінкою 2012 року — 3880 осіб.
Місто розташоване на горі високо над річкою (річка протікає на висоті близько 520 м, а місто — на висоті 1600 м), що характерно для східного Бутану, у якому мало річкових долин, а основні зони землеробства розташовані на висоті.
Місто розташоване на головному шосе Бутану, яке з'єднує Тхімпху та Трашіганг. Від Монгара відходить дорога на північ в бік Лхунце.
Монгар є комерційним центром східного Бутану. Монгарська лікарня вважається однією з найкращих в країні.

## Клімат
Місто знаходиться у зоні, котра характеризується вологим субтропічним кліматом. Найтепліший місяць — червень із середньою температурою 22.8 °C (73 °F). Найхолодніший місяць — січень, із середньою температурою 11.8 °С (53.3 °F).
| Клімат Монгара          | Клімат Монгара | Клімат Монгара | Клімат Монгара | Клімат Монгара | Клімат Монгара | Клімат Монгара | Клімат Монгара | Клімат Монгара | Клімат Монгара | Клімат Монгара | Клімат Монгара | Клімат Монгара | Клімат Монгара |
| Показник                | Січ.           | Лют.           | Бер.           | Квіт.          | Трав.          | Черв.          | Лип.           | Серп.          | Вер.           | Жовт.          | Лист.          | Груд.          | Рік            |
| Середній максимум, °C   | 15,5           | 15,9           | 20             | 22,8           | 25,1           | 26,1           | 16,1           | 25,4           | 24,7           | 22,7           | 19,9           | 15,7           | 20,8           |
| Середня температура, °C | 11,9           | 12,1           | 15,8           | 18,4           | 21,3           | 22,8           | 16             | 22,5           | 22,1           | 19,3           | 15,6           | 12,6           | 17,5           |
| Середній мінімум, °C    | 8,2            | 8,3            | 11,6           | 14             | 17,4           | 19,5           | 15,8           | 19,6           | 19,4           | 15,8           | 11,2           | 9,5            | 14,2           |
| ----------------------- | -------------- | -------------- | -------------- | -------------- | -------------- | -------------- | -------------- | -------------- | -------------- | -------------- | -------------- | -------------- | -------------- |
| Джерело: Weatherbase    |                |                |                |                |                |                |                |                |                |                |                |                |                |

## Визначні місця
- Дзонг Монгар над містом, у якому розташована адміністрація дзонгхага і монастир. Тут проводяться щорічні фестивалі цечу (приблизно в листопаді, тривалістю 4 дні)[3]
- Монастир Якганг-лакханг, заснований сином Пеми Лінгпа, на невеликому віддаленні від міста. Тут 10 числа 5 місяця за бутанським календарем проводиться Якганг-цечу[3].
- Кілька чортенів.